# HOMEFRONT
『HOMEFRONT』（ホームフロント）は、THQ傘下のケイオス・スタジオが開発したFPSゲーム。

## 概要
2027年、朝鮮人民軍によって国土の西半分を占領されたアメリカを舞台に、レジスタンス達の戦いを題材にしている。
シナリオは映画『地獄の黙示録』で脚本を書いたジョン・ミリアスが担当している。元々の敵国は北朝鮮ではなく中国の予定であったが、諸般の事情（文化部から咎められたとも語っている）があり、北朝鮮となった。朝鮮人民軍が主な敵とされるために黄禍論的な内容という見方もあるが、プレー中には農地を拠点とするアメリカ人の暴徒達と戦うミッションが存在し、レジスタンスの一人が朝鮮系アメリカ人であるなど、「アメリカ人＝善、朝鮮人＝悪」とは言い切れないシナリオになっている。
PC版はアップデートによりDirectX11に対応し、対応カードで動作させればさらに綺麗なグラフィックで遊ぶことができる。

## ストーリー
- 2011年：北朝鮮が核実験により国連より経済制裁措置を受ける。
- 2012年：金正日（Kim Jong-il）が死去。息子の金正恩（Kim Jong-un）が新たな指導者となる。
- 2013年：南北朝鮮が統一され、大朝鮮連邦（Greater Korean Republic、GKR）となる。この業績により金正恩はノーベル平和賞を受賞する。
- 2014年：南北統一と軍事プレゼンスの必要性低下の主張を受け入れ、旧韓国よりアメリカ軍が撤退する。
- 2015年：世界的に石油不足の危機感が高まる中、サウジアラビアとイランの紛争、ロシアの欧州への原油供給削減を受け原油価格が急騰する。
- 2016年：国内経済の不安定化により、アメリカ軍は日本を含む東アジア諸国より兵力を撤退する。
- 2017年：社会基盤の崩壊が続き、アメリカ合衆国で戒厳が布告される。
- 2018年：4月1日、GKR特殊部隊による中国地方[注 2]の原子力施設の破壊工作の後、GKRの「降伏しなければ他の日本の原子力施設も同じ運命をたどるだろう」という趣旨の勧告に対し日本が降伏しGKRの属国となる。国連は日本占領を厳しく非難するが、GKR政府は国連からの脱退を表明。この降伏後、日本は一応の民主主義を保ってはいるようだが属領としての従属を余儀なくされる（例としてGKR軍による六ヶ所再処理工場における核燃料製造など）。
- 2019年：国連が影響力を失い解体する。
- 2020年：カナダがアメリカ合衆国との国境を封鎖する。
- 2021年：GKRが多くのアジア諸国を支配下に置く。アメリカ合衆国ではKnoxville Cough（新型インフルエンザ、N5N1型。WHOによりパンデミック認定）と呼ばれる新種の感染症が蔓延する。
- 2022年：Knoxville Coughの感染を防ぐため、メキシコがアメリカ合衆国との国境を封鎖する。ハイパーインフレーションによりUSドルがその価値をほぼ失う。
- 2023年：Knoxville Coughがアメリカ合衆国全域に拡大流行し猛威を振るう。朝鮮人民軍(KPA)の兵力が2千万に達する。
- 2024年：GKRが、アメリカ合衆国が維持できなくなりつつあったGPSシステムに置き換わる次世代の人工衛星打ち上げ計画を発表する。
- 2025年：カンザス州上空でGKRの人工衛星が核爆発を起こし、大規模な電磁パルス（EMP）攻撃がアメリカ合衆国全土を覆う。これにより地上の電力供給網と電子機器の大半が破壊され、アメリカ合衆国のインフラが壊滅状態となる。これに連動し、GKRがアメリカ合衆国へ侵攻を開始。日本や東南アジア諸国から吸収した人員・技術などで強大化した朝鮮人民軍がハワイを占領、西海岸への上陸、空挺部隊によるアメリカ中西部への攻撃を行う。欧州各国は経済崩壊により介入することができなかった。
- 2026年：西部地域の支配を確実にするため、KPAがミシシッピ川を放射性物質で汚染する。これはオペレーションウォータースネークと呼ばれ、GKRの軍事科学総合研究センターにより立案された。朝鮮半島産のストロンチウム90、大阪製作所で作成されたウラン235、および放射性セシウムを使用。この生成に当たっては4363名の科学者、技術関係者が死亡した。サンフランシスコまで日本海軍（自衛隊から改称された、属領軍）によって輸送され、水源であるアイタスカ湖（ミネソタ州）や、下流域のウィノナ（同）、マスカティーン（アイオワ州）、ケープジラードー（ミズーリ州）、セントジョセフ（ルイジアナ州）で散布された。ミシシッピ川流域100マイルでは致命的な放射能汚染が引き起こされ、メキシコ湾もかなりの汚染を被った模様である。この後、合衆国は東西に分割される。
- 2027年：アメリカ軍は完全に分断され無力化されていた[注 3]。その後、主人公たちの作戦により燃料が確保されたため、GKRによる統治政府が置かれていたサンフランシスコをアメリカ軍が爆撃し奪還。アメリカ海軍の残存部隊による逆上陸もあって戦局は次第にアメリカ合衆国優勢となってきており、欧州連合（EU）による介入の兆候も見られ、GKRの一部がアメリカ合衆国から撤退を始めている。

## 登場人物
ロバート・ジェイコブス　
本作の主人公。元米海軍パイロット。朝鮮人民軍からの召集命令を無視していたところ、これを「大朝鮮連邦に対する、愛国心を示す機会を否定した」との一方的な罪状により突如自宅を急襲され護送されるところをレジスタンスにより救助。共闘することになる。
ブーン・カールソン
大朝鮮連邦からの解放を目的に戦う、コロラド州のモントローズを拠点とするレジスタンス一派のリーダー。46歳の元警官。愛国心豊かで朝鮮人民軍への敵愾心を持つが、コナーに比べて慎重かつ老獪な面もあり、非占領地での一般市民に迷惑がかかる行為を良しとしない反面、ヘリコプターを調達するためにリスクは承知で暴徒化したサバイバリストとも交渉をしていた。
コナー・モーガン
大朝鮮連邦からの解放を目的に戦うレジスタンスの一員。37歳。合衆国・ノースカロライナ州出身。
リアンナと共にジェイコブスを救助し、共闘するよう呼び掛けた。非占領地での一般市民に対する朝鮮人民軍の非道な行為への憤りから、時に過激な行為に走りやすい傾向がある。
リアンナ
大朝鮮連邦からの解放を目的に戦うレジスタンスの一員。27歳。アイルランド出身。格闘術が得意。銃の扱いも長けている。父親は元IRA兵。
コナーと共にジェイコブスを救助し、共闘するよう呼び掛けた。コナーに比べて戦闘や戦場への抵抗心があり、それ故彼とは意見が衝突することも。
ホッパー・リー
大朝鮮連邦からの解放を目的に戦うレジスタンスの一員。32歳。合衆国・カリフォルニア州のサンフランシスコ出身。韓国系アメリカ人3世。メカに対しての知識があり、無人装甲戦闘車両「ゴライアス」の扱いに長ける。

## 登場武器

### 火器
| アサルトライフル | サブマシンガン | 機関銃     | スナイパーライフル | ハンドガン | ショットガン | ランチャー            |
| ---------------- | -------------- | ---------- | ------------------ | ---------- | ------------ | --------------------- |
| M4               | Super V SMG    | M249       | M110               | M9         | M870         | スティンガー          |
| ACR              | PWS Diablo SMG | SCAR-H LMG | M200               |            |              | パンツァーファウスト3 |
| SCAR-L           |                |            |                    |            |              |                       |
| M16A4            |                |            |                    |            |              |                       |
| T3AK             |                |            |                    |            |              |                       |
| XM10             |                |            |                    |            |              |                       |

### 兵器
| 戦車     | 装甲車         | ヘリコプター         |
| -------- | -------------- | -------------------- |
| M1A3     | M1151          | AH-64 アパッチ       |
| T-99 MBT | M2ブラッドレー | Z-10 キメラ          |
|          | LAV-25         | UH-60 ブラックホーク |
|          |                | AH-700 Scout         |

### 軍事用ロボット
- AQ-11
- MQ50MG
- MQ60AT

## 日本語版
- 2011年4月14日、スパイクから発売予定であったが、パッケージ内容に不具合があり、一週間後の21日に発売される。音声は日本語（一部朝鮮語〈原語〉）[3]、字幕は全て日本語。
- CEROの倫理審査の「実在する人物・国・国旗・民族・宗教・思想・政治団体を敵視しまたは蔑視する表現でなおかつ一方的に非難・中傷する表現」に抵触するシーンがあるため、以下の部分が削除・変更されている。
  - オープニングムービーでの「金正日死去」を伝える部分をカット。
  - ゲーム内テキスト中で、北朝鮮（朝鮮民主主義人民共和国）を「北の某国」、金正日を「北の指導者」とそれぞれ変更[4]。
  - 国際連合で演説している金正恩の作中キャラクター登場場面について、現実世界での金正恩の風貌が明らかになった事もあり、容姿の似た俳優が演じたものに差し替えられている[3]。

## 関連作品

### 続編
本作から4年後のフィラデルフィアが舞台となる続編『HOMEFRONT the Revolution』が、2016年5月に発売された。
発売元であるTHQが2012年12月にチャプター11を申請して倒産したのに伴い、シリーズの権利を取得したクライテックUKが開発、ディープ・シルバーがパブリッシャーとなる予定だったが、クライテックもまた資金繰りに行き詰ったため、ディープ・シルバーの親会社であるコチ・メディアがクライテックから権利を買い取った上で開発が継続された。

### 前作
『フロントライン フュエル・オブ・ウォー』が、ケイオス・スタジオが開発した、実質上の前作である。

## 備考
- 韓国では発売禁止タイトルに指定され、Steam版は地域制限により購入することができない。一時は予約を受けたが、韓国のゲーム審議機関が配信中止を申し込み、発売は中止になった。予約したユーザーには払い戻しが行われた。なお、G2Aを使えばSTEAM版の購入は可能[7]。
- 2010年12月に放送された『NHKスペシャル 世界ゲーム革命』において、海外ゲームの開発例として紹介されている。その際、開発をしているケイオス・スタジオも紹介された[8][9]。